# Dúplex (telecomunicacions)
Dins l'entorn de les telecomunicacions el terme  Dúplex  s'empra per a definir un sistema que és capaç de mantenir una comunicació bidireccional, enviant i rebent missatges de forma simultània.
La capacitat de transmetre en mode dúplex està condicionada per diversos nivells:
- Medi físic (capaç de transmetre en els dos sentits)
- Sistema de transmissió (capaç d'enviar i rebre alhora)
- Protocol o norma de comunicació emprat pels equips terminals.
- A

Atenent a la capacitat de transmetre sencera o parcialment en manera dúplex, podem distingir tres categories de comunicacions o sistemes: dúplex, semidúplex i símplex.

## Dúplex (Full dúplex)

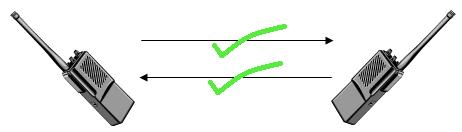
Un simple il·lustració d'un sistema de comunicació full-duplex.

La majoria dels sistemes i xarxes de comunicacions moderns funcionen en manera dúplex permetent canals d'enviament i recepció simultanis. Podem aconseguir aquesta simultaneïtat de diverses formes:
- Ocupació de freqüències separades (multiplexació en freqüència)
- Cables separats

Nota:
No hi ha col·lisions en Ethernet en la manera <full-duplex>.

## Semidúplex (Half dúplex)

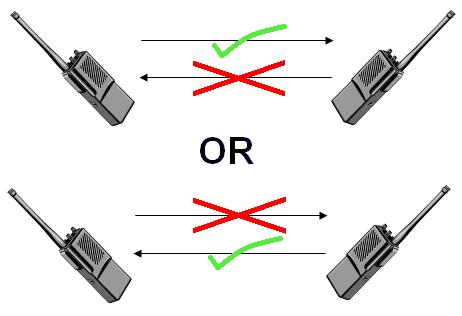
Una simple il·lustració d'un sistema de comunicació half-duplex.

De vegades trobem sistemes que poden transmetre en els dos sentits, però no de forma simultània. Es pot donar el cas d'una comunicació per equips de ràdio, si els equips no són full dúplex, un no podria transmetre (parlar) si l'altra persona està també transmetent (parlant) perquè el seu equip estaria rebent (escoltant) en aquest moment. En radiodifusió, es dona per fet que tot duplex ha de poder ser bidireccional i simultani, ja que d'aquesta manera, es pot realitzar un programa de ràdio des de dos estudis de llocs diferents.

## Símplex
Només permeten la transmissió en un sentit. Un exemple típic és el cas de la fibra òptica, en aquests casos es pot recórrer a sistemes en anell o amb doble fibra per aconseguir una comunicació completa. Encara que en l'actualitat ja hi ha la possibilitat d'enviar i rebre senyal a través d'una sola fibra òptica però en diferents longituds d'ona.